# Oda Nobutada
Oda Nobutada (織田 信忠?; Owari, 1557 – Azuchi, 21 giugno 1582) era il figlio maggiore di Oda Nobunaga e samurai che combatté numerose battaglie nel periodo Sengoku. Comandò armate sotto suo padre contro Matsunaga Hisahide ed il clan Takeda.
Nel 1567, un trattato di pace tra gli Oda ed i Takeda fu sigillato con il fidanzamento di Nobutada e Matsuhime, la figlia di Takeda Shingen. Nel 1572 Shingen stracciò l'accordo di pace ed invase l'est di Mikawa, controllato dal clan Tokugawa. Questa campagna finì con la morte di Shingen e la distruzione dello shogunato Ashikaga del 1573.
Nel 1582 suo padre morì per mano di uno dei suoi generali, Akechi Mitsuhide, che gli si rivoltò contro (vedi incidente di Honnō-ji). Nobutada si ritirò al castello di Azuchi, dove fu aggredito dagli uomini di Akechi e forzato a commettere seppuku.

## Famiglia
- Padre: Oda Nobunaga (1536-1582)
- Madre: Kitsuno (1528-1566), nome postumo: Kyuankeiju (久庵慶珠?)
- Fratelli:
  - Oda Nobukatsu (1558-1630)
  - Oda Nobutaka (1558-1583)
  - Hashiba Hidekatsu (1567-1585)
  - Oda Katsunaga (1568-1582)
  - Oda Nobuhide (1571-1597)
  - Oda Nobutaka (1576-1602)
  - Oda Nobuyoshi (1573-1615)
  - Oda Nobusada (1574-1624)
  - Oda Nobuyoshi (....-1609)
  - Oda Nagatsugu (....-1600)
  - Oda Nobumasa (1554-1647)
- Sorelle:
  - Tokuhime (1559-1636)
  - Fuyuhime (1561-1641)
  - Hideko (....-1632)
  - Eihime (1574-1623)
  - Hōonin
  - Sannomarudono (....-1603)
  - Tsuruhime
- Mogli: 
  - Matsuhime, figlia di Takeda Shingen
  - Sorella di Shiokawa Nagamitsu
  - concubine sconosciute
- Figli:
  - Oda Hidenobu - figlio maggiore
  - Oda Hidenori